# 1996 في تركيا
فيما يلي قوائم الأحداث التي وقعت خلال عام 1996 في تركيا.

## سياسة

### تعيين في المنصب
- 8 يناير – إسماعيل كهرمان عضو في البرلمان التركي،وزير الثقافة.
- 28 يونيو – تانسو تشيلر نائب رئيس وزراء تركيا.

### انتهاء فترة المنصب
- 6 مارس – تانسو تشيلر رئيس وزراء تركيا.

## ظهور
- 1 يناير – أغوس

## مواليد

### أبريل
- 15 أبريل – ايبك سويلو لاعبة تنس تركية.

### مايو
- 25 مايو – أوكبين أولوباي لاعب كرة سلة تركي.

### يونيو
- 8 يونيو – أيبرك أولماز لاعب كرة سلة تركي.

### سبتمبر
- 2 سبتمبر – إجه أرار لاعب كرة سلة تركي.
- 25 سبتمبر – إغيمن غوفن لاعب كرة سلة تركي.

## وفيات

### يناير
- 1 يناير – مريم شاهينيان (مواليد 1911) مصورة أرمينية.[1]

### سبتمبر
- 24 سبتمبر – زكي موران (مواليد 1931) موسيقي تركي.[2]

### ديسمبر
- 18 ديسمبر – عائشة شان (مواليد 1938) مغنية تركية.
- 23 ديسمبر – آرام قره مانوكيان (مواليد 1910)